# Girolamo Di Martino
Girolamo Di Martino (Palermo, 7 november 1860 – aldaar, 4 oktober 1915) was tweemaal burgemeester van Palermo en was senator voor het leven in het koninkrijk Italië.

## Levensloop
Na zijn studies rechtsgeleerdheid aan de universiteit van Palermo startte Di Martino met een praktijk als advocaat. Vanaf 1889 combineerde hij de praktijk met een zitje in de gemeenteraad van Palermo. 
Hij bekleedde het ambt van burgemeester van 1906 tot 1906 een eerste maal. Een groots project van hem was een industriecomplex neer te zetten met een molen, pastafabriek en een bakkerij. Koning Victor Emanuel III legde de eerste steen in 1906. Niettemin werd het plan afgeblazen en trok Di Martino zich terug als burgemeester (1906). Datzelfde jaar 1906 benoemde de koning Di Martino tot senator voor het leven. Hij zetelde er in meerdere commissies onder meer deze van de interne financiering van de senaat. 
In 1911 werd Di Martino verkozen voor een tweede ambtstermijn als burgemeester. Hij publiceerde de openbare schuld van Palermo, die sinds zijn vorig mandaat was toegenomen. Hij bleef burgemeester tot 1912. 
Di Martino werd vereerd met het ereteken van grootofficier in Orde van Sint-Mauritius en Sint-Lazarus (1911).